# 中徳島河畔緑地

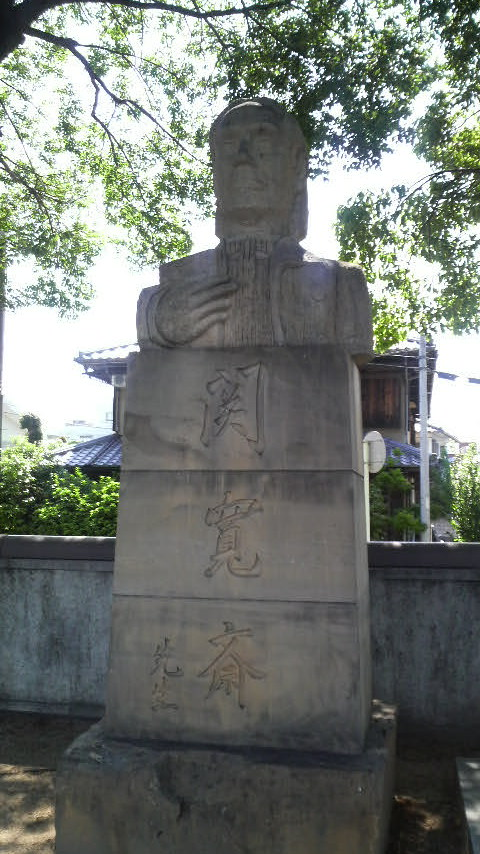
蘭学者・関寛斎の石碑

中徳島河畔緑地（なかとくしまかはんりょくち）は、徳島県徳島市の助任川沿いにある親水公園（緑地）である。

## 概要
助任川の下流部に位置する公園で、新町川沿いにあるケンチョピアより少し北よりに位置する緑地公園である。
旧・徳島市立動物園跡地であり、護岸整備されている。新町川と助任川からなる中州・ひょうたん島周辺のリバーサイドウォークができる。この他にも助任川沿いには助任川河岸緑地（徳島中央公園）が存在する。
公園内には映画『阿波の踊子』の記念碑、徳島藩医を務めた蘭学者・関寛斎の石碑が建てられている他、藩政の松が公園沿いにそびえており、とくしま市民遺産、光の八十八ヶ所めぐりに選定されている。また「美しい日本の歩きたくなるみち500選」に選定されている。

## 施設
- 関寛斎の石碑
- 藩政時代の松並木 - 徳島藩祖・蜂須賀家政が徳島城を築いた際に植えられた松並木で、中徳島河畔緑地と助任川の支流である大岡川南岸（住吉1丁目）にも存在し、遊歩道として整備されている[2]。

## 交通
- JR「徳島駅」より徒歩で約15分。
- 徳島自動車道「徳島インターチェンジ」より車で約10分。